# Mosquée de l'Imam Ali (Chaki)
 (août 2021).
La mosquée de l'Imam Ali (azéri : İmam Əli məscidi), est une mosquée historique et architecturale située dans la ville de Chaki, en Azerbaïdjan.

## Histoire
Les historiens pensent que la mosquée Imam Ali a été construite en 1775, dans le quartier Gandjaly de la ville de Chaki. Malgré cela, la date exacte de la construction de la mosquée est inconnue. La superficie totale de la mosquée est de 660 m2. La mosquée a une forme quadrangulaire et se compose de deux étages. Il y a des pièces auxiliaires au rez-de-chaussée. Au deuxième étage, il y a une salle de prière d'une superficie de 26 × 13 mètres.
La mosquée a été construite en briques cuites. Les murs ont 75 cm d'épaisseur. La mosquée Imam Ali a conservé son aspect d'origine. Cependant, après l'occupation soviétique en Azerbaïdjan, le minaret de la mosquée Imam Ali a été détruit et la mosquée a cessé de fonctionner. Après l'indépendance de l'Azerbaïdjan, le minaret et l'autel ont été reconstruits en 1997. La hauteur du minaret actuel est de 22 mètres.

## Galerie

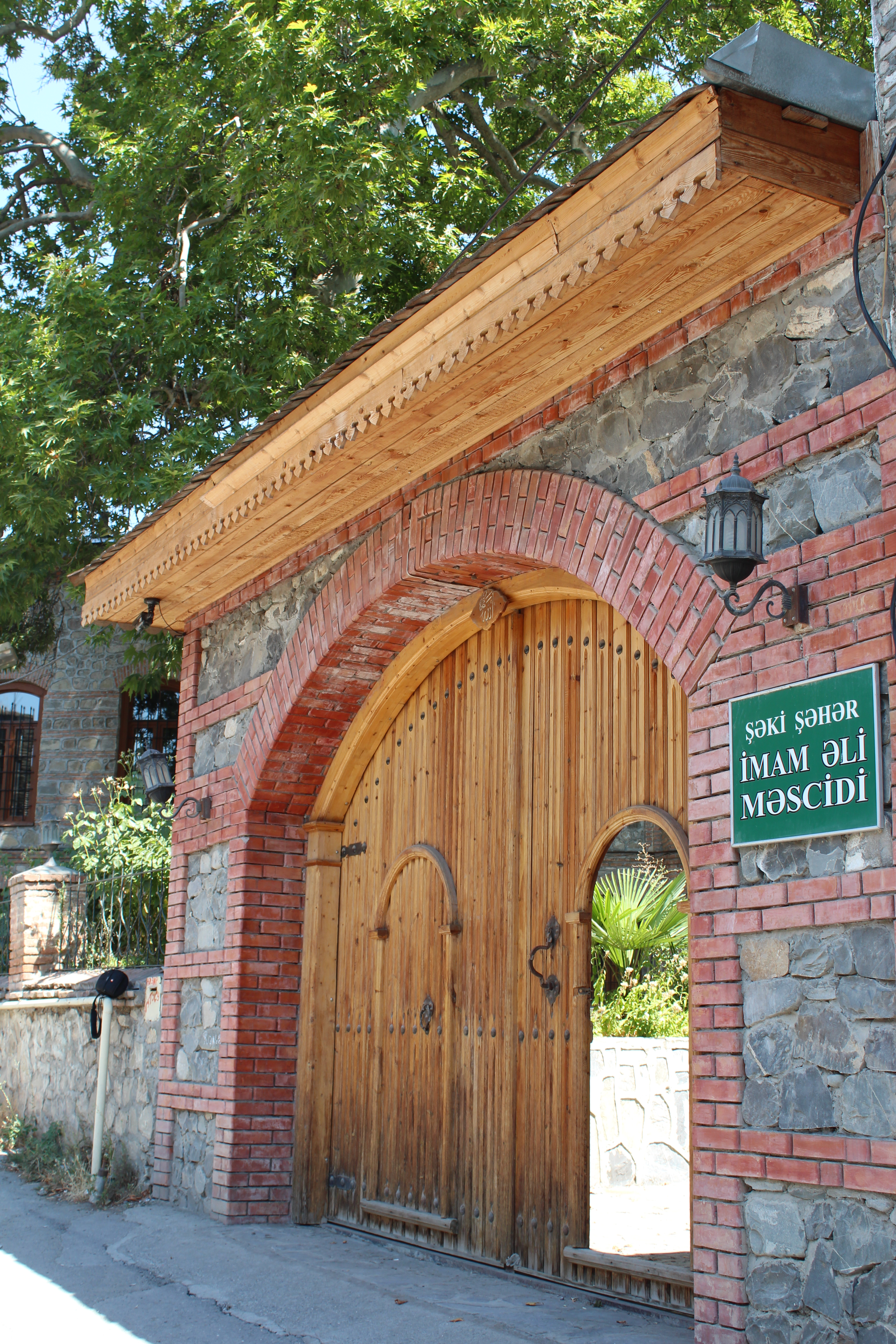
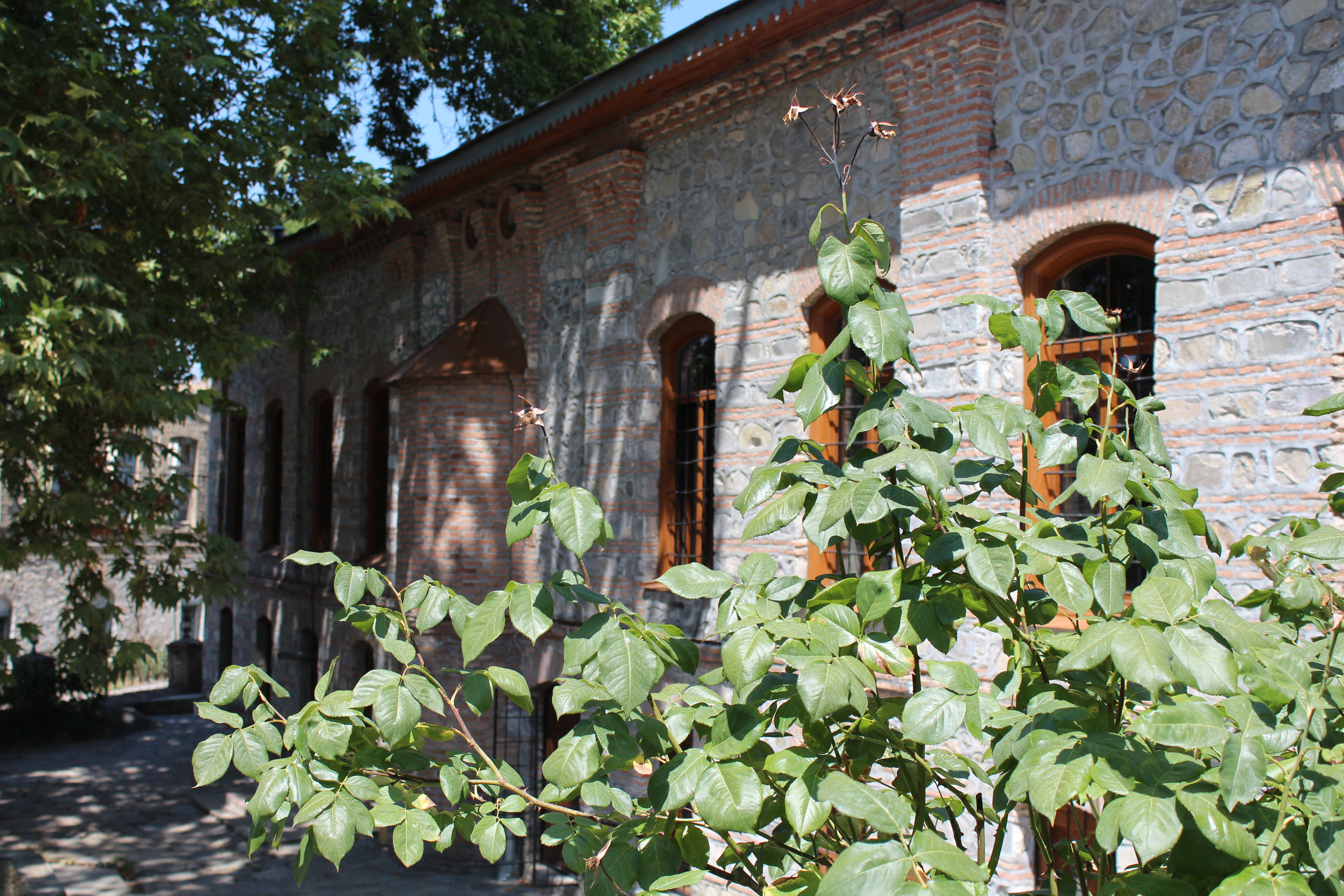
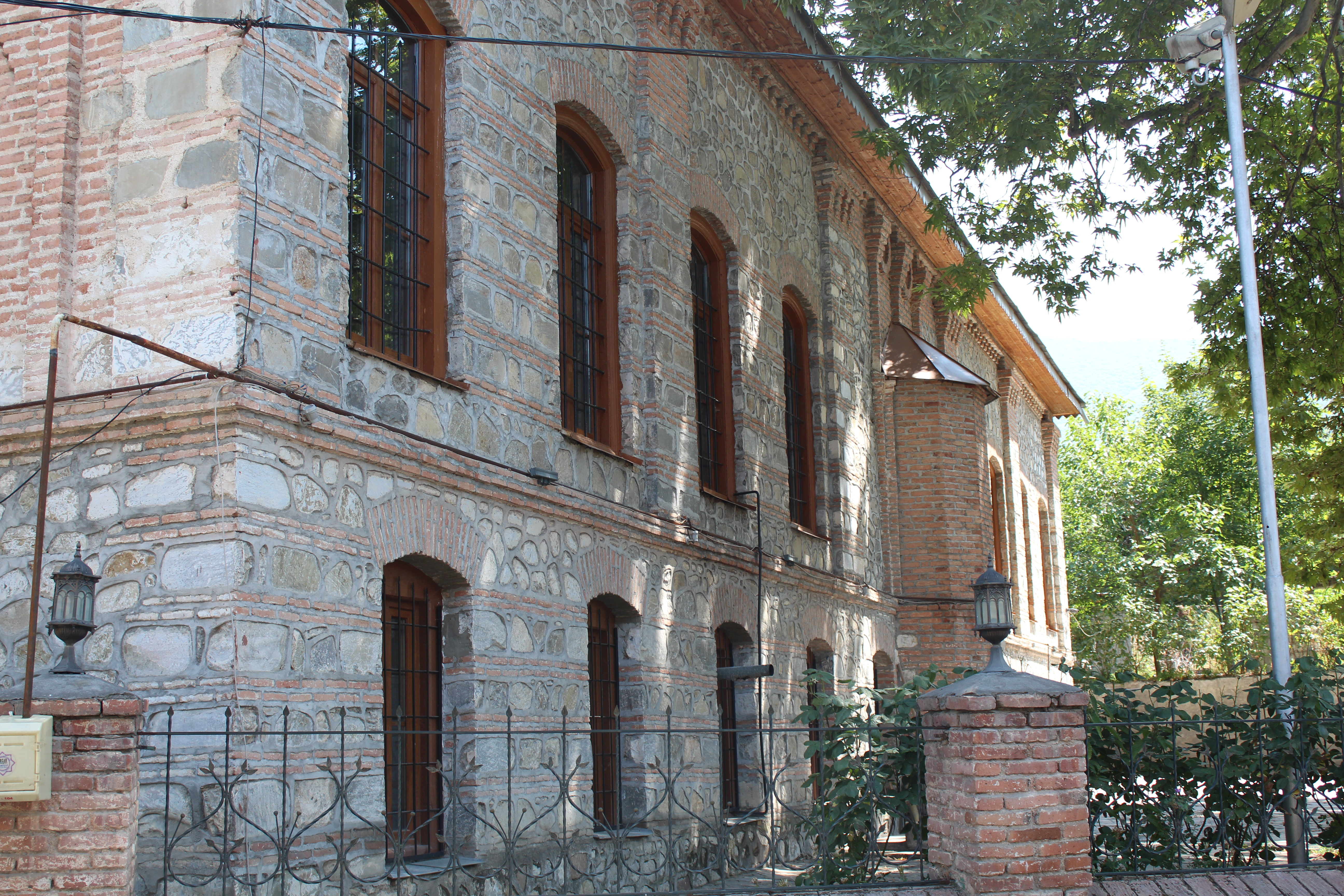